# On the Loose (Niall Horan)
On the Loose è un singolo del cantante irlandese Niall Horan, pubblicato il 20 febbraio 2018 come quarto estratto dal primo album in studio Flicker.

## Video musicale
Il 6 marzo viene pubblicato sul canale Vevo-YouTube del cantante il videoclip nel quale Niall Horan fa da protagonista e insegue il ricordo di una ragazza.